# 塔哈镇
塔哈镇，是中华人民共和国黑龙江省齐齐哈尔市富裕县下辖的一个镇。
塔哈在清代为塔噶里站或塔哈尔站（穆麟德轉寫：Tagar giyamun；达斡尔语：《达汉对照词典》记音符号）。
2012年4月23日，黑龙江省民政厅批复同意撤销塔哈满族达斡尔族乡，设立塔哈镇。次年8月7日，黑龙江省民政厅批复同意将富裕县塔哈镇划归齐齐哈尔市建华区管辖。

## 行政区划
塔哈镇下辖以下地区：
大高梁村、马岗村、塔哈村、东塔哈村、周三村、理建村、吉斯堡村、小哈柏村、大哈柏村、肖屯村、冯屯村和库木村。